# Shiyan
Shiyan (en chino, 十堰; pinyin, Shíyàn) es una ciudad-prefectura en la provincia de Hubei, República Popular de China. A una distancia aproximada de 400 kilómetros de la capital provincial. Limita al norte y oeste con la provincia de  Shaanxi, al sur y este con Xiangfan. Su área es de 23 666 km² y su población total para 2019 superó los 3,39 millones de habitantes. 

## Administración
La ciudad prefectura de Shiyan se divide en 8 localidades que se administran en 3 distritos urbanos, 1 ciudad suburba y 4 condados rurales.
- Distrito Maojian (茅箭区)
- Distrito Zhangwan  (张湾区)
- Distrito Yunyang (郧阳区)
- Ciudad Danjiangkou (丹江口市)
- Condado Yunxi (郧西县)
- Condado Zhushan  (竹山县)
- Condado Zhuxi (竹溪县)
- Condado Fang (房县)

## Toponimia
Los dos sinogramas del topónimo son Shi (diez) y Yan (dique) que reflejan su historia vinculada a la gestión del agua y su ubicación geográfica estratégica. El nombre provendría de diez diques construidos en la zona durante la dinastía Ming (1368-1644) para riego y control de inundaciones.
Según registros históricos como el 'Atlas de Huguang' (湖广图经志) de 1484 y las 'Crónicas de Huguang' (湖广通志郧阳) de 1522 (ambos de la dinastía Ming) dicen; Siyang se ubicaba al sur del condado Yun (郧县), donde se construyeron diez diques a lo largo del arroyo para irrigar los campos de cultivo.

## Economía
Shiyan es uno de los centros más importantes de la industria del automóvil en China es un gran generador de empleo. Antes de 1949 era un pueblo pequeño, que creció después de la fundación de la República Popular de China. En 1967 los equipos de los trabajadores e ingenieros fueron enviados primero a Shiyan con el fin de estudiar los sitios para las plantas de automóviles y fábricas. En este momento la población de Shiyan eran sólo unos pocos cientos.